# 扎格列比共和国
扎格列比共和国（波蘭語：Republika Zagłębiowska）是1905年俄国革命时期于波蘭會議王國索斯诺维茨及周边城镇建立的一个政权，存在于1905年11月1日—11日，得名于达布罗瓦盆地（“扎格列比”为波兰语“盆地”的音译）。当时，波兰社会党与波兰王国和立陶宛社会民主党建立的公民委员会接管了权力。